# Золотарёв, Александр Михайлович (учёный)
Алекса́ндр Миха́йлович Золотарев (1907, Елисаветград — 1943, Ухта) — советский этнограф, педагог, исследователь проблем первобытного общества, родовых отношений, религиозных воззрений, профессор кафедры этнографии. Автор трудов по истории первобытного общества, истории хозяйства и материальной культуры, этнологии.

## Биография
C 1924 года учился в Москве сначала на технологическом, затем на экономическом факультете Института народного хозяйства им. Г. В. Плеханова, позже увлёкся историей первобытной культуры и на четвёртом курсе оставил институт. В 1930 году поступил в аспирантуру Академии Истории материальной культуры (ГАИМК). Был сотрудником ГАИМК, Института антропологии при МГУ, Московского института философии, литературы и истории, Московского областного педагогического института. В 1939—1941 годах работал на кафедре этнографии МГУ. Имел семью: жену и двух сыновей.
В июле 1941 г., предварительно отправив семью в эвакуацию в Ташкент, ушел на фронт, поступив добровольцем в народное ополчение. После разгрома ополчения продолжал сражаться на подступах к Москве как боец артиллерийского полка стрелковой дивизии. 4 октября 1941 г., находясь в окружении, Золотарев попал в плен вместе с группой бойцов этой дивизии. Спустя 35 дней бежал из плена. После перехода через линию фронта был направлен лектором в политчасть запасного артиллерийского полка. Однако 26 февраля 1942 г. был арестован органами военной контрразведки. 2 сентября 1942 г. приговорен к 10 годам лагерей. Умер 6 апреля 1943 г. от авитаминоза и общего истощения в лагере, расположенном в городе Ухта Коми АССР. Посмертно реабилитирован в 1957 году.

## Научная деятельность
Научная деятельность Золотарёва охватывает 10 лет. В 1931 году вышла его первая работа «Происхождение экзогамии». В ней отстаивалась идея о том, что экзогамные отношения сформировались в рамках локальных групп. То есть небольших соседских общин, а не кровнородственных семей, как предполагалось в официальной историографии. Тезис о первичности общины, а не кровнородственной семьи был окончательно принят этнографами только в 1960—1970-е годы под влиянием работ Д. А. Ольдерогге, Н. А. Бутинова и В. Р. Кабо.
В том же 1931 году была опубликована небольшая статья «Проблема австралийской культуры». В ней автор выдвигал предположение о происхождении аборигенов Австралии от единого ствола переселенцев. Кроме того, указывал что в скором времени на континенте будут найден ископаемые кости эпохи верхнего палеолита. Оба предположения были подтверждены позднейшими раскопками.
В дальнейшем работы учёного стали более выверены идеологически. Это статья «Новые данные о групповом браке», опубликованная в журнале «Этнографическое обозрение» за 1933 год, монография «Происхождение тотемизма у народов Сибири» (М., 1934), а также статья «К истории ранних форм группового брака», опубликованная в «Ученых записках МОПИ» в 1940 году.
Кроме того в архиве ИЭА РАН имеется ряд недатированных рукописей ученого. В архиве кафедры этнологии МГУ имеется стенограмма его лекций по курсу «Источниковедение».
В конце 1920-х и в 1930-х годах А. М. Золотаревым были написаны работы «Происхождение экзогамии», «К вопросу о родовом строе австралийцев», «Развитие брака, семьи, рода», «Проблемы первобытного коммунизма», «К истории ранних форм группового брака», «Родовой строй и религия ульчей» и многие другие, по священные преимущественно проблемам первобытного общественного строя. Большинство этих работ осталось неопубликованными. B 1941 г., перед самой войной, А. М. Золотарев закончил свой основной труд — «Дуальная организация первобытных народов и происхождение дуалистических космогоний (исследование по истории родового строя и первобытной мифологии)». Большая часть этого исследования посвящена доказательству универсальности дуально-родовой организации. Для этого автор привлекает исторические, этнографические и фольклорные материалы по Австралии, Океании, Индии, Индонезии, Америке, Сибири и Европе.

## Основные публикации
- Происхождение экзогамии // Изв. Государственной академии истории материальной культуры. 1931. Т. 10. Вып. 2/4;
- Пережитки тотемизма у народов Сибири. Л., 1934;
- Родовой строй и религия ульчей. Хабаровск, 1939;
- К истории ранних форм группового брака // Уч. зап. исторического факультета Московского областного педагогического института. 1940. Т. 2;
- Родовой строй и первобытная мифология. М., 1965[6].